# Ochthebius velutinus
Ochthebius velutinus är en skalbaggsart som beskrevs av Leon Fairmaire 1883. Ochthebius velutinus ingår i släktet Ochthebius och familjen vattenbrynsbaggar. Inga underarter finns listade i Catalogue of Life.